# Get Me Roger Stone
Get  Me Roger Stone é um documentário americano de 2017, escrito e dirigido por Dylan Bank, Daniel DiMauro e Morgan Pehme. O filme explora a vida e carreira do estrategista político republicano e lobista Roger Stone, conselheiro de longa data de Donald Trump. O filme foi lançado na Netflix em 12 de Maio de 2017.

## Antecedentes
Bank, DiMauro e Pehme começaram a filmar com Roger Stone no final de 2011, depois que Pehme conheceu Stone em uma função política. Inspirado em um artigo da Revista New Yorker escrito por Jeffrey Toobin, os cineastas embarcaram em uma jornada de cinco anos para fazer um documentário sobre Stone, a fim de contar a história de seu efeito transformador na política moderna - que atinge seu clímax em 2016, com a eleição de Donald Trump pra presidente dos Estados Unidos.

## Lançamento e recepção
O filme estreou no Festival de Cinema de Tribeca em 23 de Abril de 2017, sendo aclamado pela crítica. A revista Entertainment Weekly o chamou de "documentário político estonteante e chocante para o sistema". A revista The Atlantic descreveu-o como "um retrato incisivo de como a marca de truques sujos de Stone - em que o único fator motivador na política é vencer - passou a dominar o atual estado de desordem".
O filme foi lançado mundialmente na Netflix em 12 de Maio de 2017. O jornal Los Angeles Times o elogiou como "infinitamente fascinante", e a revista Variety como "animada, divertida, doentia e essencial". RogerEbert.com proclamou: "para examinar as patologias do lado direito do espectro, é difícil imaginar que qualquer filme este ano ultrapasse a surpreendente produção da Netflix, Get Me Roger Stone".  O documentário foi recebido favoravelmente em todo o espectro político, da MSNBC e Vox, até a Breitbart News[carece de fontes?] e National Review, todos elogiando o filme. Get Me Roger Stone tem uma classificação de 92% no Rotten Tomatoes.

## Elenco
- Roger Stone
- Donald Trump
- Paul Manafort
- Jeffrey Toobin
- Jane Mayer
- Alex Jones
- Tucker Carlson
- Wayne Barrett
- Michael Caputo
- Matt Labash
- Harry Siegel
- Timothy Stanley
- Charlie Black
- Mike Murphy

## Ligações Externas
- Get Me Roger Stone. no IMDb.
- «Get Me Roger Stone» (em inglês) no Rotten Tomatoes